# Kupinince
Kupinince (Servisch cyrillisch Купининце) is een plaats in de Servische gemeente Vranje. De plaats telt 134 inwoners (2002).